# Chaima Rahmouni
Chaima Rahmouni, née le 25 mars 2001, est une haltérophile tunisienne.

## Carrière
Chaima Rahmouni est médaillée d'or à l'épaulé-jeté et au total olympique ainsi que médaillée d'argent à l'arraché aux Jeux africains de la jeunesse de 2018 dans la catégorie des moins de 58 kg. Elle remporte la médaille de bronze à l'arraché, à l'épaulé-jeté et au total olympique aux championnats d'Afrique 2019  dans la catégorie des moins de 64 kg ; elle fait de même aux Jeux africains de 2019 dans la catégorie des moins de 59 kg.
Elle participe aux Jeux olympiques de 2020 à Tokyo.
Elle est médaillée d'or à l'arraché, à l'épaulé-jeté et au total  dans la catégorie des moins de 64 kg aux championnats d'Afrique 2022 au Caire.
Elle est triple médaillée d'or dans la catégorie des moins de 64 kg aux championnats d'Afrique 2023 à Tunis, ainsi qu'aux championnats d'Afrique 2024 à Ismaïlia, puis triple médaillée d'argent dans la même catégorie aux Jeux africains de 2023 à Accra ainsi qu'aux championnats d'Afrique 2025 à Moka.